# Fita Bayisa
Fita Bayisa, född den 15 december 1972, är en etiopisk före detta friidrottare som framför allt tävlade på 5 000 meter.  
Bayisa började sin karriär som terränglöpare men deltog vid VM 1991 i Tokyo där han sprang 5 000 meter och slutade tvåa efter Yobes Ondieki. Vid Olympiska sommarspelen 1992 i Barcelona slutade han trea på 5 000 meter.
Under 1993 blev han bronsmedaljör vid VM i Stuttgart på 5 000 meter och samma år blev han även bronsmedaljör vid Afrikanska mästerskapen på 10 000 meter. Han deltog även vid VM 1995, 1997 och 1999 där han placerade sig som åtta, tia och sexa. Hans sista internationella mästerskap var Olympiska sommarspelen 2000 där han blev fyra på 5 000 meter. 

## Personliga rekord
- 1500 meter - 3.35,35
- 3000 meter - 7.35,32
- 5000 meter - 13.05,40
- 10 000 meter - 27.14,26